# Південна кільцева дорога (Велика Британія)
Південна кільцева дорога (офіційно A205, яку часто називають просто Південною кільцевою дорогою) у південному Лондоні, Англія, — це головна дорога, що пролягає від паромного порту Вулвіч на сході до естакади Чізвік на заході через Елтем, Лі Грін, Кетфорд, Форест Хілл, Далвіч, Талс Хілл, Клепхем Коммон, Клепхем Джанкшн, Уондсворт, Путні, Барнс, Мортлейк і Кью Брідж. Разом із A406 Північною кільцевою дорогою та паромною станцією Woolwich Ferry вона утворює повну кільцеву дорогу навколо центру Лондона та формує межу зони наднизьких викидів. Південна кільцева дорога — це здебільшого послідовність міських вулиць, об’єднаних разом, які потребують кількох поворотів на рівні, на відміну від здебільшого спеціально створених проїжджих частин Північної кільцевої дороги. Як наслідок, у ньому часто виникають затори.
Спочатку запланований як новий маршрут через південний Лондон, будівництво першої ділянки Південної кільцевої дороги поблизу Елтема розпочалося в 1921 році за високоякісними специфікаціями. Інша частина дороги мала бути такого ж стандарту, але її неодноразово відкладали, і наприкінці 1930-х років нинішній маршрут було виділено на існуючі міські вулиці. Незважаючи на кілька пропозицій або модернізувати дорогу, або замінити її на паралельну автомагістраль, з моменту першого планування маршруту зміни мало, і більша частина дороги все ще є міськими вулицями. Південна кільцева дорога отримала постійну критику за затори та забруднення та є однією з найменш популярних доріг у Британії.

## Маршрут

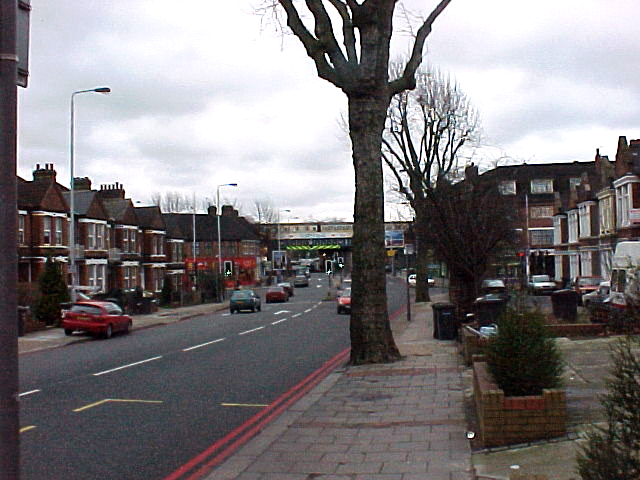
Браунхілл-роуд у Кетфорді

Південна кругова дорога становить 33 кілометри завдовжки. Більша частина дороги однопроїзна, по одній смузі в кожну сторону, окрім невеликої ділянки подвійної проїзної частини біля поромної станції Woolwich Ferry. Це головна дорога на всій її протяжності. Маршрут пролягає ближче до центру Лондона порівняно з більш віддаленою Північною кільцевою.

### Вулвіч–Клепхем
Південна окружна дорога починається на південь від поромного терміналу, де поромна переправа A2204 з’єднується з головною дорогою зі сходу на захід через Вулвіч, A206. Він прямує на південь, піднімаючись вгору по вулиці Джона Вілсона, ділянці подвійної проїжджої частини, до зустрічі з Гранд-Депо-роуд і стає однопроїзною частиною через Вулвіч-Коммон і Академі-роуд повз колишню Королівську військову академію. Маршрут продовжується на південь до A2 на розділеному перехресті — одному з двох на маршруті — і продовжується на південний захід у вигляді подвійної проїжджої частини, перетинаючи Елтем-роуд (A210) і Сідкап-роуд (A20). На перехресті з Пагорбом спаленого попелу дорога знову стає міською однопроїзною смугою, якою вона залишається протягом більшої частини решти маршруту.
Перша ділянка однопроїзної частини — Сент-Мілдредс-роуд; потім, незабаром після проходу під залізничною лінією, це Браунхілл-роуд на захід аж до Кетфордської гіраторної системи, яка перетинає A21, щоб слідувати по Кетфорд-роуд повз колишній Кетфордський стадіон, і суміш приміських доріг у напрямку до Форест-Гілл і музею Горніман, Dulwich Common і Dulwich College, Tulse Hill і Brixton Hill до Clapham Common.

### Клепхем-Кью

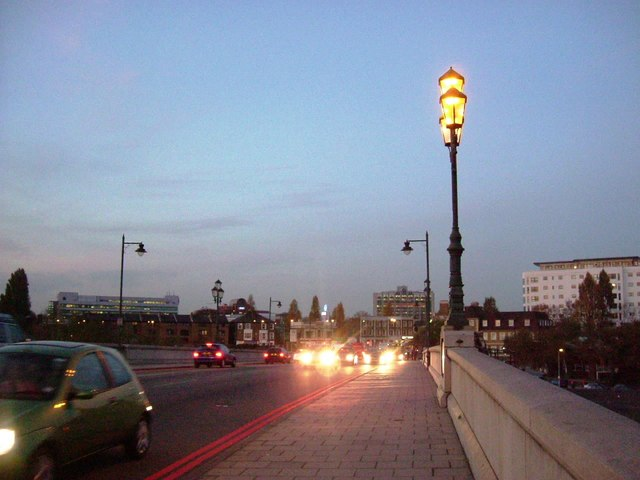
Міст Кью знаходиться на західному кінці Південної кругової дороги

За межами загальної дороги Південна кільцева дорога зливається з дорогою A3 Лондон – Портсмут на дві милі, прямуючи вздовж Вондсворт-Хай-стріт і повз стару пивоварню Ram. У Вест-Хіллі маршрути розходяться: A205 прямує на північний захід уздовж Аппер-Річмонд-роуд, повз Путні-розважальний центр і південний кінець району Барнс-Коммон і домашнього стадіону ФК «Росслін Парк», потім уздовж Апер-Річмонд-роуд на захід, а потім повертає на північ на East Sheen на Clifford Avenue.
Далі дорога перетинає дорогу A316 Great Chertsey Road, повз Національний архів, Кью-Грін і міст Кью-Брідж. Він закінчується на кільцевій розв'язці Чізвіка, яка є розв'язкою автомагістралей M4 і A406 Північна окружна дорога.

## Історія

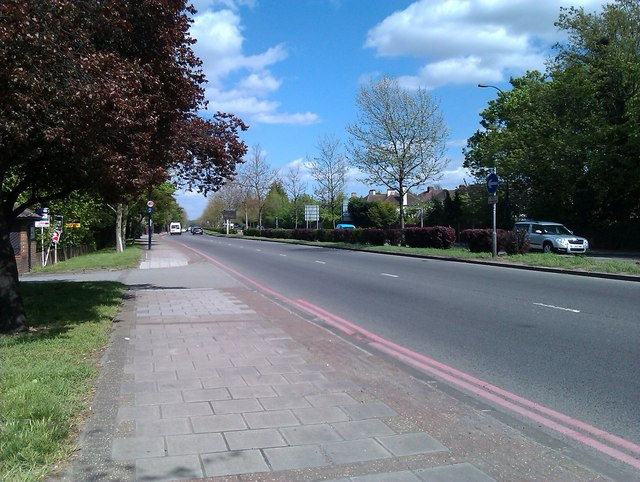
Коротка частина Південної окружної дороги є відносно швидкою дорогою з подвійною смугою. Плани початку 20-го століття вимагали, щоб весь маршрут відповідав цьому стандарту.

Південна окружна дорога була запланована Міністерством транспорту на початку 20-го століття як частина загальної програми покращення руху в Лондоні. У 1903 році пропозицію щодо нових під’їзних доріг було подано до Королівської комісії з дорожнього руху Лондона, але її відхилили. Дорожню раду було створено в 1910 році для вирішення проблем дорожнього руху, що призвело до Лондонських конференцій магістральних доріг у 1913–1914 роках, які відновили попередні плани. Прогрес був зупинений через війну, але відновився в 1920 році, коли сподівалися знайти роботу для демобілізованих солдатів.
Першу ділянку біля Вулвіча будували до 1921 року, оскільки вона проходила по відкритій землі, яку було легко придбати, але плани щодо решти маршруту ще не були визначені, і були затримки через обов’язкову купівлю власності. У 1925 році газета «Таймс» оголосила про планування заміни мосту для Вулвічського порома в рамках проекту South Circular, щоб з’єднати його з об’їзною дорогою Іст-Хем і Баркінг (тепер A13). Значна кількість нового житла була побудована вздовж маршруту Південної кільцевої дороги після початкових планів 1903 року, і витрати на будівництво зросли через робочу силу та необхідність подальшого знесення. У 1927 році губернатори коледжу Дулвіч офіційно заперечували проти дороги, оскільки вона поставила Меморіальну бібліотеку прямо біля головної дороги та прибрала частину зелених насаджень коледжу.
Коротку ділянку від Well Hall Road до Eltham Road було завершено до 1930 року, окрім мосту під залізницею Hither Green – Dartford, а до середини десятиліття дорогу було побудовано на захід аж до Burnt Ash Hill. Огляд розвитку шосе сера Чарльза Брессі (також відомий як звіт Брессі), опублікований у 1937 році, показав південну кільцеву дорогу 24 кілометри довжиною, яка матиме нову ділянку біля мосту Вандсворт (тоді будувався заново), але в іншому випадку буде серією онлайн-покращень існуючих доріг.

### Перепланування Аберкромбі
Сер Патрік Аберкромбі був розчарований відсутністю прогресу, і в 1933 році сказав: «В окрузі чи регіоні Лондона немає жодної повної кільцевої дороги». Плани вдосконаленої Південної кільцевої дороги були переглянуті як частина плану округу Аберкромбі Лондона 1943 року, як південна половина однієї з кількох кільцевих доріг навколо столиці. Аберкромбі назвав це кільце C (третє кільце від центру міста); але якісна дорога так і не була побудована, а напівкільцевий маршрут був віднесений до існуючих доріг через південні околиці; ці дороги зберігають свої історичні назви. Нинішній визнаний маршрут Південної кільцевої дороги був створений місцевими автомобільними організаціями, які встановили стратегічно розміщені покажчики для спрямування руху. Сер Річард Шарплз, тодішній член парламенту від Саттона та Чема, вважав, що це недостатньо, і скаржився, що «я не думаю, що Південна окружна дорога взагалі існує».

### Кільцева дорога 2
У 1960-х роках плани Аберкромбі були відроджені Радою Великого Лондона (GLC) як План кільцевих доріг Лондона, який пропонував будівництво серії автомагістралей у Лондоні та навколо нього для контролю заторів. Існуючу південну кільцеву трасу було визнано непридатною для модернізації, і нову автомагістраль, Ringway 2, було заплановано для будівництва далі на південь.
Через необхідні руйнування та витрати, пов'язані з запропонованими планами, більшість планів кільцевої дороги застопорилися до 1973 року. Проте місцеві члени парламенту (МП), у тому числі Тобі Джессел, депутат від Твікенхема, скаржилися, що проект не слід скасовувати, оскільки існуюча Південна кільцева дорога була абсолютно неприйнятною для руху. Плани були скасовані після того, як лейбористи виграли вибори GLC того року. 

### Пізніші плани
У 1985 році Лондонська торгово-промислова палата запропонувала часткову заміну Південної кільцевої дороги вартістю 300 мільйонів фунтів стерлінгів, яка передбачала будівництво двопроїзної дороги над існуючими приміськими залізничними лініями між Barnes і Вондсвортським мостом і Wandsworth Common до Nine Elms. Уряд оголосив про масштабну модернізацію Південної кільцевої дороги в білій книзі «Дороги для процвітання» 1989 року, але її було скасовано наступного року після петиції, підписаної 3500 місцевими жителями. На додаток до запропонованого знесення майна навколо Тулс-Хілл, петиція скаржилася на те, що траса дороги зручно обминула будинок, який належав тодішньому прем’єр-міністру Маргарет Тетчер, за півмилі звідси.

## Трафік

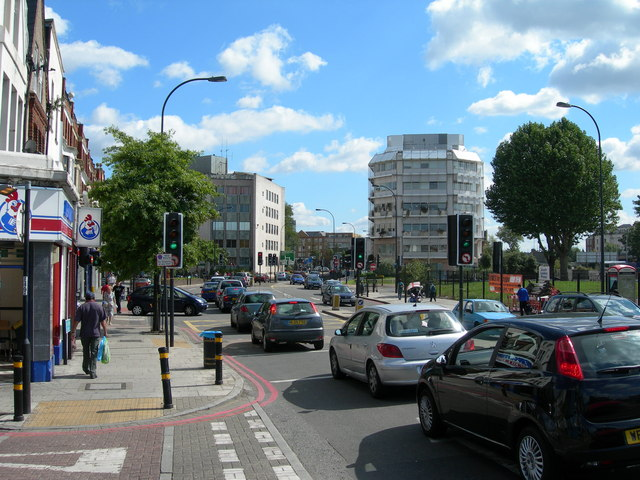
Південна окружна дорога біля Кетфорда постійно страждає від заторів, незважаючи на те, що вона червона.

Південна окружна дорога вже давно є об’єктом критики через її низьку пропускну здатність і відсутність схем покращення. Депутати відкинули дорогу як «набір покажчиків» і «не стільки послідовний наскрізний маршрут». У 1969 році голова комітету з планування та транспорту Ради Великого Лондона назвав Південний циркуляр «жартом». Через два роки Джессель повідомив, що для проїзду маршруту від кінця до кінця, трохи більше 20 миль, може знадобитися більше години.
Уся південна кільцева дорога — це червоний маршрут, який розподіляється на дороги, які разом складають понад 30% транспортного потоку в Лондоні. Це забороняє будь-які зупинки або завантаження. На деяких ділянках дороги через район Льюішем є великі автобусні смуги. Їх зовнішній вигляд викликає суперечки; опитування резидентів 2006 року дало неоднозначні результати: люди вважали, що їх або забагато, або недостатньо.

## Майбутнє
У липні 2013 року мер Лондона Борис Джонсон створив спеціальну групу для вивчення питань удосконалення лондонської мережі доріг, включаючи Південну кільцеву та Північну кільцеві дороги. У планах було прокласти дорогу серією тунелів. Це звільнило б простір на поверхні, забезпечивши громадський простір і великі велосипедні маршрути та покращивши зв’язок між існуючими громадами, які зараз розділені жвавою дорогою. Керолайн Піджен, заступник голови транспортного комітету Лондонської асамблеї, відповіла: «Це не має сенсу і нічого не додасться – [є] оцінка в 30 мільярдів фунтів стерлінгів, але я впевнена, що це коштуватиме принаймні вдвічі більше., а реальність така, що ми втратимо будинки навколо цих доріг і так далі».